# Hachinohe
Hachinohe (八戸市 Hachinohe-shi) là thành phố thuộc tỉnh Aomori, Nhật Bản. Tính đến ngày 1 tháng 10 năm 2020, dân số ước tính thành phố là 223.415 người và mật độ dân số là 730 người/km2. Tổng diện tích thị trấn là 305,6 km2.